# Репнин, Пётр Александрович
Князь Пётр Александрович Репнин (ум. 27 января 1643) — русский военный и государственный деятель, стольник (1611), боярин (1635), полковой воевода, старший сын стольника князя Александра Андреевича Репнина (ум. 1612). Младший брат — боярин князь Борис Александрович Репнин (ум. 1670).

## Биография
В 1611 году князь Пётр Александрович Репнин в чине стольника служил в Нижнем Новгороде. В 1618-1619 годах находился в Москве, участвовал в обороне Москвы, осажденной польско-литовским войском королевича Владислава, «наряжал» вина за царским столом.
В 1625 году князь П. А. Репнин находился на воеводстве в Переяславле-Рязанском. В случае нападения крымских татар на Рязанские «места», воеводы из Михайлова, Пронска и Тулы должны были быть в сходе в Переяславле-Рязанском под командованием князя Петра Репнина. Если татары пойдут на Тулу, Мценск, Орёл, Новосиль, Чернь или Одоев, то князь Пётр Александрович Репнин должен был идти в Тулу, чтобы помочь местному воеводе князю Катыреву-Ростовскому. Осенью того же 1625 года князь П. А. Репнин вместе с другими полковыми воеводами украинного разряда был отпущен в Москву.
В 1625 и 1626 годах на двух свадьбах царя Михаила Фёдоровича князь Пётр Репнин был в числе поезжан. В 1627 году был записан из стольников в дворяне московские. В день Светлого Христова Воскресенья ударил челом царю «в комнату», его поместный оклад был 600 четвертей, а денежный — 50 рублей. В 1627-1629 годах часто обедал за царским столом, в 1628 году присутствовал при приёме кызылбашских купцов. В 1631 году князь Пётр Александрович Репнин был при приёме шведского посла Антона Монира.
В 1632-1633 годах князь Пётр Александрович Репнин был полковым воеводой в Великих Луках, откуда во время войны с Речью Посполитой посылал голову и ратных людей на Невель. Русский отряд осадил литовскую крепость, жители которой сдались. П. А. Репнин отправил к царю Михаилу Фёдоровичу донесение, что «невельские сидельцы добили ему челом» и сделал описание Невеля.
В 1635 году князь П. А. Репнин был пожалован в бояре с денежным окладом в 400 рублей. 5 мая 1635 года князь Иван Андреевич Голицын должен был сказать боярство князю П. А. Репнина. Из-за отказа это сделать князь И. А. Голицын был по царскому указу заключен в темницу. 4 июня окольничий Фёдор Степанович Стрешнев объявил боярство князю Петру Репнину.
В 1636-1638 годах — воевода в Великом Новгороде, был назначен «для бережения от Немецкой Украйны», то есть Швеции. Он должен был следить, чтобы в Новгород не проникли шведские перебежчики и чтобы иностранцы, без царского разрешения, не смогли проехать через Новгород в Москву. В 1638 году после возвращения из Новгорода в Москву князь П. А. Репнин был назначен в приказ Устюжской чети. Ему было поручено сыскать в столице и других городах посадских и тяглых людей, которые разбежались во время Смутного времени.
В январе 1639 года боярин князь Пётр Александрович Репнин «дневал и ночевал» при гробе царевича Ивана Михайловича, а затем при гробе царевича Василия Михайловича. В том же 1639 году «по крымским вестям» был отправлен полковым воеводой в Переяславль-Рязанский, а в 1640 году по царскому указу распутил ратных людей и вернулся в Москву.
27 января 1643 года боярин князь Пётр Александрович Репнин скончался и был похоронен в Пафнутьево-Боровском монастыре.

## Семья
Князь Пётр Александрович Репнин был дважды женат. Его первой женой была Феодора Захарьевна Ляпунова (ум. 10 мая 1632 г.), от брака с которой не имел детей. Вторая жена — Ксения Ивановна (ум. 18 декабря 1696 г.), от брака с которой имел сына Ивана и двух дочерей. Одна из них была женой ногайского служилого князя Бий-мурзы (Ивана Кореповича Юсупова).